# Bruno Trentin
Bruno Trentin (Pavie, 9 dicembre 1926 – Roma, 23 agosto 2007) è stato un sindacalista, politico e partigiano italiano.
Fu segretario generale della FIOM e della CGIL.
(Giorgio Bocca - il Giorno - 1975)

## Biografia

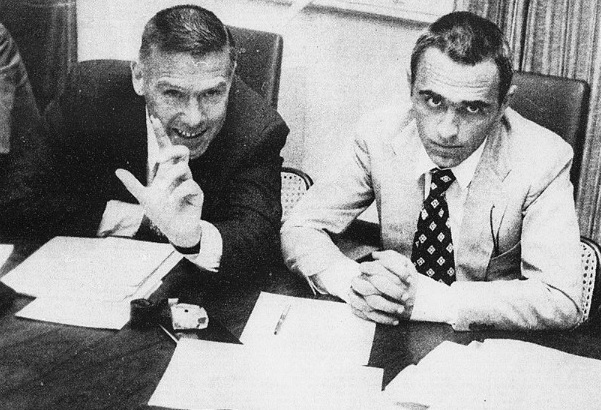
Bruno Trentin (a sinistra) con Pierre Carniti durante le trattative per il contratto dei metalmeccanici, 1972

Figlio di Silvio Trentin e Giuseppina Nardari, fratello minore di Franca, nacque in Francia, dove il padre, antifascista, si era rifugiato. A 15 anni fu arrestato dai tedeschi per azioni "insurrezionali". Dopo l'armistizio di Cassibile, con la famiglia rientrò in Italia per partecipare alla guerra di liberazione unendosi alla Resistenza. Fu arrestato insieme con il padre nel novembre 1943. Alla morte del padre, nel marzo del 1944, divenne, a 17 anni, comandante di una brigata partigiana Giustizia e Libertà.
Nel 1949 si laureò in Giurisprudenza all'Università degli Studi di Padova con il professor Enrico Opocher. In seguito studiò anche all'Università di Harvard. Già prima della Liberazione manifestò le sue idee federalistiche, secondo il modello proudhoniano.
Sempre nel 1949 si iscrisse alla CGIL e incominciò a lavorare nel centro studi del sindacato. L'anno seguente entrò nel Partito Comunista Italiano e con questo fu eletto dapprima consigliere comunale a Roma (1960-1973) e poi deputato nazionale (1962-1972), al termine del mandato parlamentare non si ricandidò per incompatibilità tra cariche sindacali e parlamentari.
Nel 1958 fu vicesegretario della CGIL e dal 1962 al 1977 fu il segretario generale della FIOM e della FLM.
Nel 1988 passò alla guida della CGIL, dirigendola fino al 1994. Nel 1992 sottoscrisse, insieme con CISL e UIL, uno storico accordo sulla politica dei redditi che pose fine al sistema della scala mobile, un meccanismo di aumento automatico dei salari legato all'inflazione, che all'epoca era indicato come causa della mancata diminuzione dell'inflazione stessa. Subito dopo la firma si dimise dalla segreteria della CGIL, alla cui guida fu sostituito due anni dopo da Sergio Cofferati.
Fu membro del Consiglio Nazionale dell'Economia e del Lavoro (CNEL), dal 1994 diresse l'ufficio programmi della CGIL e dal 1999 al 2004 fu parlamentare europeo tra le file dei Democratici di Sinistra.
Era sposato con la giornalista francese Marcelle Padovani.
È morto a Roma il 23 agosto 2007, stroncato da una polmonite resistente alla terapia antibiotica e per una febbre intrattabile, aggravata da una carenza immunitaria legata al grave trauma cranico subito un anno prima, procuratosi cadendo in bicicletta sulla Ciclabile della Drava. È sepolto nel mausoleo del PCI presso il Cimitero del Verano di Roma.

## Pubblicazioni

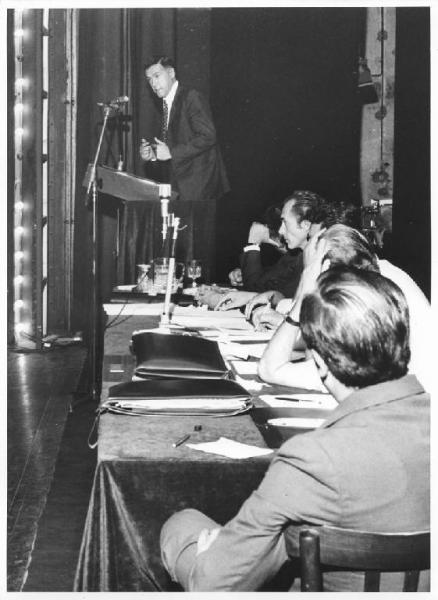
Trentin parla alla platea durante l'VIII congresso provinciale della Fiom, Milano, 3 luglio 1970

- Da sfruttati a produttori, De Donato, Bari, 1977
- Il sindacato dei consigli. Intervista di Bruno Ugolini, Editori Riuniti, Roma, 1980
- Lavoro e libertà nell'Italia che cambia, Donzelli, Roma, 1994
- Il coraggio dell'utopia. La Sinistra e il sindacato dopo il taylorismo. Un'intervista di Bruno Ugolini, Rizzoli, Milano, 1994
- (con Luis Anderson) Nord sud. Lavoro, diritti e sindacato nel mondo, Ediesse, Roma, 1996
- (con Carlo Callieri) Il lavoro possibile, Rosenberg & Sellier, Torino, 1997
- La città del lavoro. Sinistra e crisi del fordismo, Feltrinelli, Milano, 1997
- (con Adriano Guerra) Di Vittorio e l'ombra di Stalin, Ediesse, Roma, 1997
- Autunno caldo. Il secondo biennio rosso (1968-1969). Intervista di Guido Liguori, Editori Riuniti, Roma, 1999
- (con Carla Ravaioli) Processo alla crescita. Ambiente, occupazione, giustizia sociale nel mondo neoliberista, Editori Riuniti, Roma, 2000
- La libertà viene prima, Editori Riuniti, Roma, 2005
- Lavoro e libertà. Scritti scelti e un dialogo inedito con Vittorio Foa e Andrea Ranieri, Ediesse, Roma, 2008
- Diario di guerra (settembre-novembre 1943), Donzelli, Roma, 2008
- Diari 1988-1994 (a cura di Iginio Ariemma), Ediesse, Roma, 2017